# 0 de enero
El 0 de enero es un día ficticio anterior al 1 de enero y posterior al 31 de diciembre. Su objetivo es mantener la fecha del año para la cual fue publicada una efeméride, evitando así cualquier referencia al año anterior, incluso habiendo aceptado que se trata de la misma fecha que el 31 de diciembre del año anterior.
Se trata del espacio de tiempo transcurrido desde las 12 del mediodía del 31 de diciembre hasta las 12 del mediodía del 1 de enero y se corresponde con el tiempo solar medio, ya que es un tiempo que se cuenta de mediodía a mediodía, y no de medianoche a medianoche, lo que es propio del tiempo civil. Con este sistema se empieza a contar el tiempo a través del meridiano superior, y no del meridiano inferior, por lo que es una medida de día astronómico.
La Unión Astronómica Internacional, en su reunión de Dublín en 1955, adoptó un calendario juliano especial, que se iniciaba al mediodía del 0 de enero de 1900. Aunque parezca confuso, ya que resulta evidente que no existe el 0 de enero en el calendario usual, el propósito de su creación fue únicamente astronómico. Resulta similar al 0 de marzo, utilizado en el algoritmo Doomsday para calcular en qué día de la semana cae un día en un año determinado. El software Microsoft Excel permite reconocer al 0 de enero como una fecha válida.